# Сальва Руїс
Сальвадор Руїс Родрігес (ісп. Salvador Ruiz Rodríguez; 17 травня 1995, Альбаль), більш відомий як Сальва Руїс (ісп. Sálva Ruíz) — іспанський футболіст, захисник клубу «Депортіво Ла-Корунья». Чемпіон Європи у віковій категорії до 19 років.

## Клубна кар'єра
Сальва — вихованець системи «Валенсії». За другу команду клубу, «Месталью», він дебютував в сезоні 2011/12, але переважно виходив на заміну. Утім, йому вдалося забити один м'яч у дев'ятнадцяти іграх сезону. Початок сезону 2012/13 гравець здебільшого проводив на лаві запасних другої команди «Валенсії», але до середини чемпіонату набравши форму, закріпився в основі і в підсумку зіграв двадцять шість матчів, з яких у двадцяти чотирьох виходив на поле з перших хвилин.
Перед початком сезону 2013/14 стало відомо, що Сальва Руїс опинився у списку тих, хто вирушить на передсезонну підготовку до США з основною командою «кажанів».

## Кар'єра в збірній
Гравець виступав за різні юнацькі збірні команди Іспанії. Сальва — чемпіон Європи у віковій категорії до 19 років у складі збірної Іспанії (до 19 років). На турнірі він був запасним захисником і провів лише один матч. Нині Сальва грає в молодіжній збірній Іспанії (до 20 років), на його рахунку вже чотири зустрічі.

## Статистика виступів

### Статистика клубних виступів
Станом на 24 серпня 2020
| Сезон                         | Команда                       | Чемпіонат                     | Чемпіонат | Чемпіонат | Національний кубок | Національний кубок | Національний кубок | Континентальні кубки | Континентальні кубки | Континентальні кубки | Інші змагання | Інші змагання | Інші змагання | Усього | Усього | Усього |
| Сезон                         | Команда                       | Ліга                          | Ігор      | Голів     | Ліга               | Ігор               | Голів              | Ліга                 | Ігор                 | Голів                | Ліга          | Ігор          | Голів         | Ігор   | Голів  |        |
| ----------------------------- | ----------------------------- | ----------------------------- | --------- | --------- | ------------------ | ------------------ | ------------------ | -------------------- | -------------------- | -------------------- | ------------- | ------------- | ------------- | ------ | ------ | ------ |
| 2011–12                       | «Валенсія Месталья»           | СДБ                           | 19        | 1         |                    | -                  | -                  |                      | -                    | -                    |               | -             | -             | 19     | 1      |        |
| 2012–13                       | «Валенсія Месталья»           | СДБ                           | 26        | 0         |                    | -                  | -                  |                      | -                    | -                    |               | -             | -             | 26     | 0      |        |
| 2012–13                       | «Валенсія»                    | ПД                            | 0         | 0         | КІ                 | 1                  | 0                  | ЛЧ                   | 0                    | 0                    |               | -             | -             | 1      | 0      |        |
| 2013-січ. 2014                | «Тенерифе»                    | СД                            | 5         | 0         | КІ                 | 1                  | 0                  |                      | -                    | -                    |               | -             | -             | 6      | 0      |        |
| січ.-черв. 2014               | «Валенсія Месталья»           | СДБ                           | 14        | 0         |                    | -                  | -                  |                      | -                    | -                    |               | -             | -             | 14     | 0      |        |
| 2014–15                       | «Валенсія Месталья»           | СДБ                           | 35        | 1         |                    | -                  | -                  |                      | -                    | -                    |               | -             | -             | 35     | 1      |        |
| 2015–16                       | «Гранада»                     | ПД                            | 2         | 0         | КІ                 | 2                  | 0                  |                      | -                    | -                    |               | -             | -             | 4      | 0      |        |
| 2016–17                       | «Валенсія Месталья»           | СДБ                           | 0         | 0         |                    | -                  | -                  |                      | -                    | -                    |               | -             | -             | 0      | 0      |        |
| 2017-січ. 2018                | «Валенсія Месталья»           | СДБ                           | 5         | 0         |                    | -                  | -                  |                      | -                    | -                    |               | -             | -             | 5      | 0      |        |
| Усього за «Валенсія Месталья» | Усього за «Валенсія Месталья» | Усього за «Валенсія Месталья» | 99        | 2         |                    | -                  | -                  |                      | -                    | -                    |               | -             | -             | 99     | 2      |        |
| січ.-черв. 2018               | «Мальорка»                    | СДБ                           | 9         | 0         | КІ                 | 0                  | 0                  |                      | -                    | -                    |               | -             | -             | 9      | 0      |        |
| 2018–19                       | «Мальорка»                    | СД                            | 19        | 0         | КІ                 | 0                  | 0                  |                      | -                    | -                    |               | -             | -             | 19     | 0      |        |
| Усього за «Мальорку»          | Усього за «Мальорку»          | Усього за «Мальорку»          | 28        | 0         |                    | 0                  | 0                  |                      | -                    | -                    |               | -             | -             | 28     | 0      |        |
| 2019–20                       | «Депортіво»                   | СД                            | 25        | 0         | КІ                 | 1                  | 0                  |                      | -                    | -                    |               | -             | -             | 25     | 0      |        |
| Усього за кар'єру             | Усього за кар'єру             | Усього за кар'єру             | 159       | 2         |                    | 5                  | 0                  |                      | -                    | -                    |               | -             | -             | 164    | 2      |        |

## Досягнення
- Чемпіон Європи (U-19): 2012